# Earphoria
Earphoria è la colonna sonora, realizzata dal gruppo rock The Smashing Pumpkins, di un VHS pubblicato nel 1994, in sole mille copie, che documenta l'attività live della band, inframezzata da scenette grottesche.
Del VHS, denominato Vieuphoria, è stata pubblicata una versione DVD nel 2002, così come una nuova versione dell'album.

## Formazione
- Billy Corgan - voce, chitarra
- James Iha - chitarra, voce
- D'arcy Wretzky - basso, voce
- Jimmy Chamberlin - batteria

## Tracce
1. Sinfony - 0:55
2. Quiet - Live ad Atlanta 1993 - 3:44
3. Disarm - Live alla TV inglese 1993 - 2:56
4. Cherub Rock - Live su MTV Europe 1993 - 4:24
5. Today - Live a Chicago 1993 - 3:38
6. Bugg Superstar - 1:29
7. I Am One - Live a Barcellona 1993 - 7:55
8. Pulseczar - 2:27
9. Soma - Live a Londra 1994 - 6:32
10. Slunk - Live alla TV giapponese 1992 - 2:37
11. French Movie Theme - 1:50
12. Geek U.S.A. - Live alla TV tedesca 1993 - 4:49
13. Mayonaise (acoustic) - Live - 4:23
14. Silverfuck - Live a Londra 1994 - 13:30
15. Why Am I So Tired - 15:15